# Connect.ua
Connect.ua — сайт знайомств в Україні, створений в грудні 2007 року, як «соціальна мережа знайомств», але пізніше переорієнтований виключно на знайомства. Реєстрація на сайті обов'язкова. Без реєстрації можна лише переглянути коротку інформацію сторінок користувачів. Орієнтована на інтерактивність і знайомства. Унікальні функції для українського інтернету: Палає (ЖЖОТ), Гарем, Банди, Дуелі.
Станом на грудень 2010 року, за словами адміністрації сайту, кількість користувачів перевищила мільйон.
За загальним трафіком на теренах українського простору, згідно із даними сайту Alexa станом на 15 березня 2012 року посідав — 120 місце, станом на 3 липня посів 270 місце..
2012 року соціальну мережу Connect.ua було продано, більшість профілів було заблоковано і вона припинила своє існування.

## Історія сайту
- 12 січня 2008 року — перша DDoS-атака на сайт.
- 24 січня зроблено українську версію сайту.
- 5 лютого кількість користувачів сягає 50 000.
- 29 березня кількість користувачів сягнула 200 000.
- 30 березня Реєстрація торгової марки «Коннект». Сайт змінив адресу з connect.com.ua на connect.ua
- 12 травня 2008 Кількість реєстрацій — 300 000 анкет.
- 9 квітня 2009 рік понад 640 тисяч користувачів.
- На Березень 2010 року кількість користувачів склала понад 800 тисяч.
- 9 грудня 2010 — адміністрація сайту поновила сайт: змінено дизайн; видалено такі функції, як Дуелі, Конкурси; видалено всі відеоролики та аудіозаписи; сайт відмовився від використання рейтингу, коннектів. Також не відображаються інтереси власника анкети. В анкеті зберігається тільки ім'я, вік, стать, рідне місто, електронна пошта та декілька фотографій користувача. У новій версії видалено прізвища та пошук користувачів, отже сайт повністю став призначений для пошуку нових знайомств.
- Кінець грудня 2010 — адміністрація сайту відмовилась від поновленої версії сайту від 9 грудня 2010 р. та повернулась до попередньої версії. Дуже багато анкет було вилучено користувачами в основному через те, що нова версія не була до вподоби. Одним з важливих моментів у новій версії було те що приватні подарунки користувачів, а особливо підписи (тут і інтимні особливості) під подарунками стали доступними для читання усім користувачам сайту, навіть незареєстрованим відвідувачам.
- 7 серпня 2011 — на сайті більше немає підтримки українського інтерфейсу.
- Квітень 2012 — За оцінками Watcher відвідуваність сайту у 2011 році впала на 20-30 %. Сергій Коркін заявив, що покидає проєкт, залишаючись його співвласником.[2].

## Критика сайту
За матеріалами деяких електронних ресурсів дехто вважає, що велика кількість анкет створена під час конкурсів, які ставили за мету притягнути велику чисельність користувачів, і після реєстрації багато хто не заходить на цей ресурс. Також у разі появи анкет, де зареєстрована несправжня людина, так званий фейк (фото та профіль людини скопійовані як правило з російського ВКонтакте) видалення анкети здійснюється адміністрацією сайту по запиту користувача тільки при надсиланні документів які посвідчують дану особу. Неможливо повністю видалити власну анкету та дані з анкети, зокрема, основну фотографію.

## Команда Коннекта
Коркін Сергій — керівник проєкту
Головних Олег — маркетинг директор